# Serra de Mata-rodona
La Serra de Mata-rodona és una serra situada entre els municipis de Saldes i de Vallcebre a la comarca del Berguedà, amb una elevació màxima de 1.752 metres.